# 馬豆糕

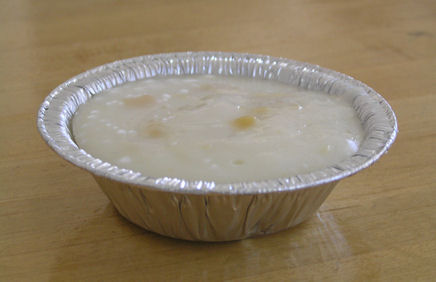
用錫紙盛的一人份量馬豆糕

馬豆糕，全名椰汁馬豆糕，是以馬豆（黄豌豆）、椰汁、淡奶、粟粉和糖等造成的白色糕點
，是廣東、香港的特色小吃，可在茶樓或酒樓中吃到。
馬豆糕含有一粒粒黃色馬豆，像粟米粒一樣，馬豆比較甜，自己做也可以。